# نونيز دي بالبوا (محطة مترو أنفاق مدريد)
نونيز دي بالبوا (بالإسبانية: Núñez de Balboa)‏ هي محطة مترو أنفاق في مدريد في إسبانيا، تقع على الخط رقم 5,9.